# 池田育嗣
池田 育嗣(いけだ いくじ、1956年11月7日 - ）は、日本の経営者。住友ゴム工業社長を務めた。香川県出身。

## 経歴
香川県立高松高等学校を経て、1979年に京都大学工学部を卒業し、住友ゴム工業に入社。2010年に専務に就任し、2011年3月には社長に昇格。2019年3月に会長に就任。